# Saison 1 de Faking It
Chronologie
Saison 2
La première saison de Faking It a été diffusée aux États-Unis du 22 avril 2014 au 10 juin 2014 sur MTV et en France du 11 octobre 2014 au 29 novembre 2014 sur MTV France.

## Synopsis
Amy et Karma, deux lycéennes presque ordinaires décident de devenir populaires, en effet elles sont inconnues de tous, sauf d'Irma, la cantinière. Elles rencontrent Shane et Liam qui les prennent pour un couple de lesbiennes. Les 2 amies vont faire semblant d'être lesbiennes pour attirer l'attention, seulement tout ne se passera pas comme prévu...

## Distribution

### Acteurs principaux
- Rita Volk (VFB : Mélissa Windal) : Amy Raudenfield
- Katie Stevens (VFB : Mélanie Dermont) : Karma Ashcroft
- Gregg Sulkin (VFB : Alexandre Crépet) : Liam Booker
- Bailey Buntain : Lauren Cooper
- Michael J. Willett (VFB : Maxime Donnay) : Shane Harvey

### Acteurs récurrents
- Rebecca McFarland : Farrah, mère d'Amy
- Senta Moses (en) : Principale d'Hester, Penelope
- Erick Lopez : Tommy Ortega, ex-petit d'ami de Lauren
- Courtney Kato : Leila, amie de Lauren
- Breezy Eslin : Elizabeth, amie de Lauren
- Amy Farrington : Mère de Karma
- Lance Barber : Père de Karma
- Anthony Palacios : Pablo, amie de Lauren
- August Roads : Oliver, ami d'Amy

## Production

### Développement
Le  19 octobre 2013, MTV a officiellement commandé une saison dont l'épisode pilote a été réalisé par Jamie Travis.
Le 10 janvier 2014, MTV annonce la date de diffusion de la saison 1 pour le 22 avril 2014.

### Diffusions
- Aux États-Unis, la saison a été diffusée  du 22 avril 2014 au 10 juin 2014 sur MTV ;
- Au Canada, la saison a été diffusée en simultané sur le réseau MTV ;
- En France elle a été diffusée du 11 octobre 2014 au 29 novembre 2014 sur MTV France
- Au Québec, elle est diffusée depuis le 23 avril 2015 sur VRAK.

## Liste des épisodes

### Épisode 1:Concours de popularité
- États-Unis : 22 avril 2014 sur MTV[1]
- France : 11 octobre 2014 sur MTV France[3]
- Québec : 23 avril 2015 sur VRAK[6]

- États-Unis : 1,17 million de téléspectateurs[7] (première diffusion)

Amy et Karma sont deux meilleures amies dont le but est de devenir populaire. C'est en réalité le souhait de Karma. Elles sont invitées par Shane, un jeune homme Gay et Liam son meilleur ami à une fête chez Shane. Elles se rendent compte alors que tout le monde les pensent lesbiennes en raison du fait qu'elles sont tout le temps ensemble. Amy décide de quitter la fête mais à la suite d'une mésentente avec Shane ce dernier les propulse au devant de tout le monde avec la ferme intention de les faire élire reines du bal de promo.

### Épisode 2:Le «Gayla» de rentrée
- États-Unis : 29 avril 2014 sur MTV
- France : 18 octobre 2014 sur MTV France
- Québec : 30 avril 2015 sur VRAK

- États-Unis : 0,86 million de téléspectateurs[8] (première diffusion)

Tandis que Karma rêve du début d'une relation sexuelle entre elle et Liam, Amy quant à elle fait le même rêve entre elle et Karma. 
Lauren, la demi-sœur d'Amy a surpris une conversation entre les deux "lesbiennes" dans les vestiaires et a compris que tout ceci n'est qu'un faux semblant. Elle tente de faire chanter Amy en menaçant de révéler à ses parents qu'elle est lesbienne. Ces derniers n'étant pas très ouverts d'esprit, Amy accepte sans rien dire de peur d'être rejetée.
En parallèle, Karma est de plus en plus attiré par Liam qui ne cesse de la tenter physiquement. Ils sont sur le point de coucher ensemble à plusieurs reprises mais quelque chose les arrête à chaque fois. Peu avant le bal, Liam propose à Karma de se retrouver dans sa voiture. Karma accepte sans réfléchir, mais une fois sur le point de la faire, elle se rend compte que le seul attrait que Liam a envers elle est son homosexualité, ou du moins ce qu'elle prétend être. Elle se refuse donc à lui et retrouve Amy pour le bal.
La mère de Amy journaliste locale a été envoyé sur le terrain pour filmer l’événement de deux filles promues reines du bal. Elle ne se doute pas que sa fille est l'une d'entre elles et reste choquée lorsque cette dernière se dévoile devant ses yeux.

### Épisode 3:Manifamoureuse
- États-Unis : 6 mai 2014 sur MTV
- France : 25 octobre 2014 sur MTV France
- Québec : 7 mai 2015 sur VRAK

- États-Unis : 0,93 million de téléspectateurs[9] (première diffusion)

### Épisode 4:Karmasexuelle
- États-Unis : 13 mai 2014 sur MTV
- France : 1er novembre 2014 sur MTV France
- Québec : 14 mai 2015 sur VRAK

- États-Unis : 0,86 million de téléspectateurs[10] (première diffusion)

### Épisode 5:Tu te rappelles du croquembouche?
- États-Unis : 20 mai 2014 sur MTV
- France : 8 novembre 2014 sur MTV France
- Québec : 21 mai 2015 sur VRAK

- États-Unis : 0,89 million de téléspectateurs[11] (première diffusion)

### Épisode 6:Une séparation organisée
- États-Unis : 27 mai 2014 sur MTV
- France : 15 novembre 2014 sur MTV France
- Québec : 28 mai 2015 sur VRAK

- États-Unis : 0,95 million de téléspectateurs[12] (première diffusion)

### Épisode 7:Gestion de crise
- États-Unis : 3 juin 2014 sur MTV
- France : 22 novembre 2014 sur MTV France
- Québec : 4 juin 2015 sur VRAK

- États-Unis : 0,98 million de téléspectateurs[13] (première diffusion)

### Épisode 8:Révélations salées
- États-Unis : 10 juin 2014 sur MTV[2]
- France : 29 novembre 2014 sur MTV France[4]
- Québec : 11 juin 2015 sur VRAK

- États-Unis : 0,96 million de téléspectateurs[14] (première diffusion)